# هیلو
هیلو (به هلندی: Heiloo) یک شهرستان در هلند است که در هلند شمالی واقع شده‌است.

## خصوصیات
هیلو   ۳ متر بالاتر از سطح دریا واقع شده‌است.

## خواهرخوانده
شهر اشفینتوخوویتسه خواهرخواندهٔ هیلو هست.